# Joan Tarrats Aleu
Joan Tarrats Aleu   (Reus, 1815 - Reus, 1885) va ser un comerciant i empresari català.

## Biografia
Vinculat a sectors econòmics influents a la ciutat, era company i amic del general Prim amb qui compartí estudis. El 1852 era accionista de l'empresa tèxtil La Fabril Cotonera, creada pel seu amic Macià Vila. Va participar activament en la creació de l'empresa Gas Reusense el 1854, també amb Macià Vila al capdavant, empresa de la que aquell any en va ser nomenat secretari.
El 1862 va ser un dels fundadors del Banc de Reus, i va ocupar càrrecs directius en aquestes empreses, i així el 1865 era director de «La Fabril Cotonera», càrrec que va ocupar durant 20 anys, i el 1870 era el primer accionista d'aquesta empresa. Del 1872 al 1874 i del 1875 al 1882 va ser president de Gas Reusense i va planificar durant el seu mandat la xarxa de distribució de gas a la ciutat.
Quan va morir el 1885, tot i el paper de Joan Tarrats a Gas Reusense, es va creure que la seva mort no afectaria la continuïtat de l'empresa, que semblava tenir el futur garantit per l'interès que mostraven els primers accionistes, i va seguir amb el període d'expansió que portava des de 1883.
En canvi, «La Fabril Cotonera» havia patit una forta crisi el 1877 i el 1878, deguda a la sobreproducció general de cotó al país i al declinar de la filatura i el tissatge, motivat per l'obsolescència tecnològica i per les limitacions locals d'aigua i carbó. Entre aquesta empresa i el «Vapor Vell» van deixar al carrer uns 2.500 treballadors. Al morir Tarrats, va fer-se càrrec del paquet d'accions d'aquesta empresa el seu fill Joan Tarrats Homdedeu, fins que el 1903 Josep Maria Tarrats Homdedeu, el germà més gran, en seria l'únic propietari, quan va comprar les accions del seu germà i de Josep Oriol Canals, l'altre accionista majoritari. Immediatament va canviar el nom de l'empresa pel de «José María Tarrats».